# Ibidionidum jelineki
Ibidionidum jelineki là một loài bọ cánh cứng trong họ Cerambycidae.